# Jesus från Nasaret (miniserie)
Jesus från Nasaret (originaltitel: Jesus of Nazareth) är en italiensk-brittisk miniserie från 1977 i regi av Franco Zeffirelli. Titelrollen spelas av Robert Powell. Den skildrar tiden före Jesu födelse, hans födelse, liv, död och uppståndelse.
Jesus från Nasaret sändes ursprungligen på tv-kanalen Rai 1 i Italien i fem avsnitt, från den 27 mars till den 25 april 1977. I Storbritannien sändes den på tv-kanalen ITV i två delar, den 3 april och den 10 april 1977.

## Rollista i urval
| Robert Powell       | – Jesus                   |
| Anne Bancroft       | – Maria från Magdala      |
| Ernest Borgnine     | – centurion               |
| Claudia Cardinale   | – äktenskapsförbryterskan |
| Valentina Cortese   | – Herodias                |
| James Farentino     | – Petrus                  |
| James Earl Jones    | – Baltsar                 |
| Stacy Keach         | – Barabbas                |
| James Mason         | – Josef från Arimataia    |
| Ian McShane         | – Judas Iskariot          |
| Laurence Olivier    | – Nikodemos               |
| Donald Pleasence    | – Melker                  |
| Christopher Plummer | – Herodes Antipas         |
| Anthony Quinn       | – Kajafas                 |
| Fernando Rey        | – Kasper                  |
| Ralph Richardson    | – Symeon                  |
| Rod Steiger         | – Pontius Pilatus         |
| Peter Ustinov       | – Herodes den store       |
| Michael York        | – Johannes döparen        |
| Olivia Hussey       | – jungfru Maria           |
| Ian Holm            | – Zerah                   |
| Robert Beatty       | – Proculus                |
| Maria Carta         | – Marta                   |
| Regina Bianchi      | – Anna, Marias moder      |